# 泰陵 (西夏)
泰陵是中国西夏景宗李元昊的陵墓。
泰陵位于宁夏回族自治区银川市西40公里贺兰山东麓平吉堡的西夏王陵建築群內。據史料記載，1048年，李元昊被儿子宁令哥所杀，时年四十六岁，追谥武烈皇帝，庙号景宗，葬于泰陵。依據昭穆次序推斷，可能是西夏王陵中的三號陵，但未有確切證據證實這一點。